# Сарыколь (Акмолинская область)
Сарыколь (каз. Сарыкөл ауылы, до 2006 г. — Павлоградка) — аул в Целиноградском районе Акмолинской области Казахстана. Входит в состав сельского округа Рахымжана Кошкарбаева. Код КАТО — 116667400.

## География
Аул расположен между тремя озёрами Туздыколь — с северной части, Малый Сарыколь — с восточной части и Большой Сарыколь — с западной, в южной части района, на расстоянии примерно 42 километров (по прямой) к югу от административного центра района — села Акмол, в 13 километрах к юго-западу от административного центра сельского округа — села Рахымжана Кошкарбаева.
Абсолютная высота — 366 метров над уровнем моря.
Ближайшие населённые пункты: село Жарлыколь — на западе, село Рахымжана Кошкарбаева — на северо-востоке.
Близ аула проходит автодорога областного значения — КС-5 «Кабанбай батыра — Жангызкудук — Оразак»

## Население
В 1989 году население аула составляло 496 человек (из них казахи — 59%, немцы — 20%).

В 1999 году население аула составляло 298 человек (144 мужчины и 154 женщины). По данным переписи 2009 года, в ауле проживало 369 человек (192 мужчины и 177 женщин).
| Численность населения | Численность населения | Численность населения |
| 1989                  | 1999                  | 2009                  |
| --------------------- | --------------------- | --------------------- |
| 496                   | ↘298                  | ↗369                  |